# Clarias microstomus
Clarias microstomus és una espècie de peix de la família dels clàrids i de l'ordre dels siluriformes.

## Morfologia
Els mascles poden assolir els 14,1 cm de llargària total.

## Distribució geogràfica
Es troba a l'est de Borneo.